# Erannis merularia
Erannis merularia är en fjärilsart som beskrevs av Gustav Weymer 1884. Erannis merularia ingår i släktet Erannis och familjen mätare. Inga underarter finns listade i Catalogue of Life.